# Waldbahn Lunz–Langau
| Lunz–Langau       | Lunz–Langau |
| ----------------- | ----------- |
|                   |             |
| Streckenlänge:    | 12,170 km   |
| Spurweite:        | 700 mm      |
| Maximale Neigung: | 27 ‰        |
|                   |             |

Die Waldbahn Lunz–Langau war eine zwischen 1920 und 1974 bestehende Waldbahn in Niederösterreich.

## Geschichte
In den ausgedehnten Wäldern nördlich und westlich des Ötschers sowie im angrenzenden Gebiet des Dürrensteins gab es schon im 19. Jahrhundert pferdebetriebene Waldbahnen, um das Holz zu Riesen und Bächen zu transportieren, von wo es in die Ybbs geschwemmt werden konnte. In Langau-Maierhöfen wurde das geschwemmte Holz mit einer Sperre aufgefangen und beim dort befindlichen Sägewerk der Forstverwaltung Rothschild gelagert. Bereits bei der Planung der Ybbstalbahn bestanden daher Überlegungen, eine Zweigstrecke in die Langau zu errichten.
Nach dem Ersten Weltkrieg erwarb die Rothschildsche Forstdomäne große Mengen an Feldbahnmaterial aus Beständen der sogenannten Sachdemobilisierung und errichtete damit, am Bahnhof Lunz am See der Ybbstalbahn beginnend, eine Waldbahn nach Langau und weiter bis zum Saurüsselboden. Sie folgte dem Flusslauf der Ois und überwand dabei eine Höhendifferenz von ungefähr 100 m. Die Spurweite der heute teilweise noch in der Landschaft erkennbaren Strecke betrug 700 mm. Zum Einsatz kamen benzinbetriebene Puch-Feldbahntriebwagen aus den Beständen der ehemaligen k.u.k Heeresfeldbahn, welche später durch eine O&K-Montania- und eine MBA-Diesellokomotive abgelöst wurden.

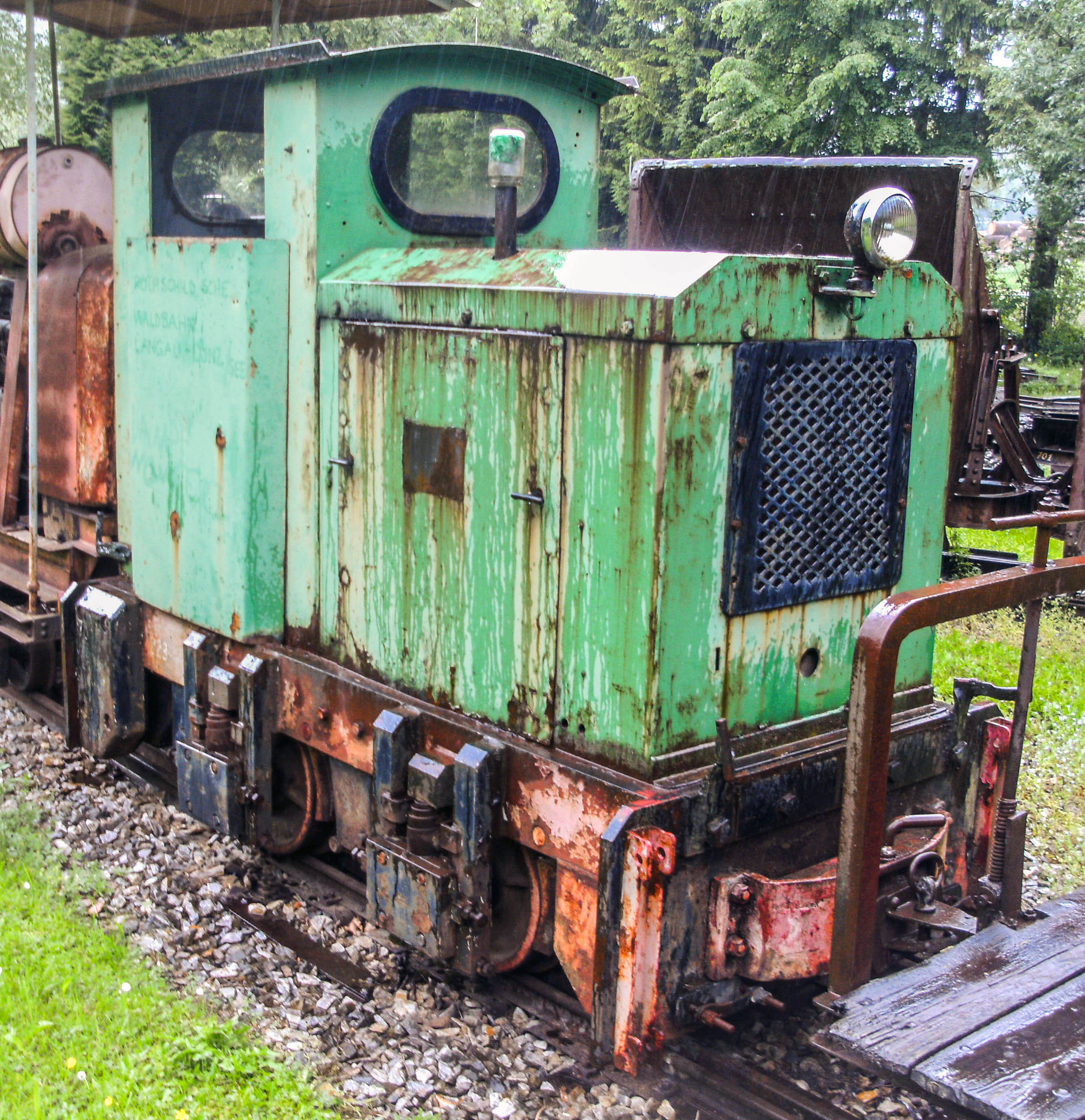
Ehemalige Lok der Waldbahn in Freiland

Ab 1926 wurde zwischen Lunz und Langau ein behördlich genehmigter beschränkt-öffentlicher Personenverkehr für Bedienstete der Domäne Gaming und deren Angehörige durchgeführt. Für einen angedachten Umbau auf die Spurweite 760 mm der Ybbstalbahn und die Führung direkter Züge wurde damit begonnen, die Brücken und den Oberbau zu verstärken, die Wirtschaftskrise der 1930er-Jahre vereitelte aber diese Pläne. Der Abschnitt Langau – Saurüsselboden wurde zu einem nicht mehr genau nachvollziehbaren Zeitpunkt eingestellt.
Ab den 1960er-Jahren sank das Frachtaufkommen kontinuierlich und ab etwa 1970 war eine Einstellung des Betriebes absehbar. Im August 1974 brachte die Bahn, die zu diesem Zeitpunkt die letzte regulär betriebene Waldbahn Österreichs war, zum letzten Mal Schnittholz von der Säge Langau nach Lunz am See. Ein Verein von Eisenbahnfreunden bemühte sich um den Erhalt eines Teilstückes und konnte ab 1978 erste Fahrten durchführen. Mangels Unterstützung nach einem Führungswechsel in der Forstverwaltung und aufgrund noch mäßiger touristischer Nachfrage in der Region war der Betrieb aber nicht mehr zu halten und wurde im Juli 1981 eingestellt.
Einige Fahrzeuge sind den Sammlungen des Feld- und Industriebahnmuseums in Freiland sowie im Eisenbahnmuseum Schwechat erhalten geblieben, darunter die beiden Dieselloks sowie die beiden Personenwagen.

## Streckenverlauf
Die Bahnstrecke verlief zunächst von der Umladestelle am Bahnhof Lunz zur Ois und folgte weiter der Durchlaßstraße (Mariazeller Straße, L6174) – Oisreidl – Gappenau. Sie überquerte die Ois dreimal und führte entlang dieses Oberlaufs der Ybbs, teilweise unter Mitbenutzung der Straße, bis zum Sägewerk in Langau-Maierhöfen. Eine Verlängerung führte weiter bis zum Saurüsselboden in Langau an der Mündung des Kleinen Ötscherbaches.

## Betrieb
An normalen Betriebstagen fuhren in der Regel drei beladene Züge von Langau nach Lunz, bei Bedarf auch mehr. Pro Zug wurden bis zu 30 Tonnen Holz befördert. Im Winter war bei entsprechender Schneelage auch Vorspann durch eine zweite Lokomotive notwendig. Das Holz wurde waldbahntypisch auf sogenannten Trucks transportiert, die paarweise durch die Fracht gekuppelt waren. Für den beschränkt-öffentlichen Personenverkehr standen zwei einfach ausgestattete Personenwagen zur Verfügung.